# Skolkovo

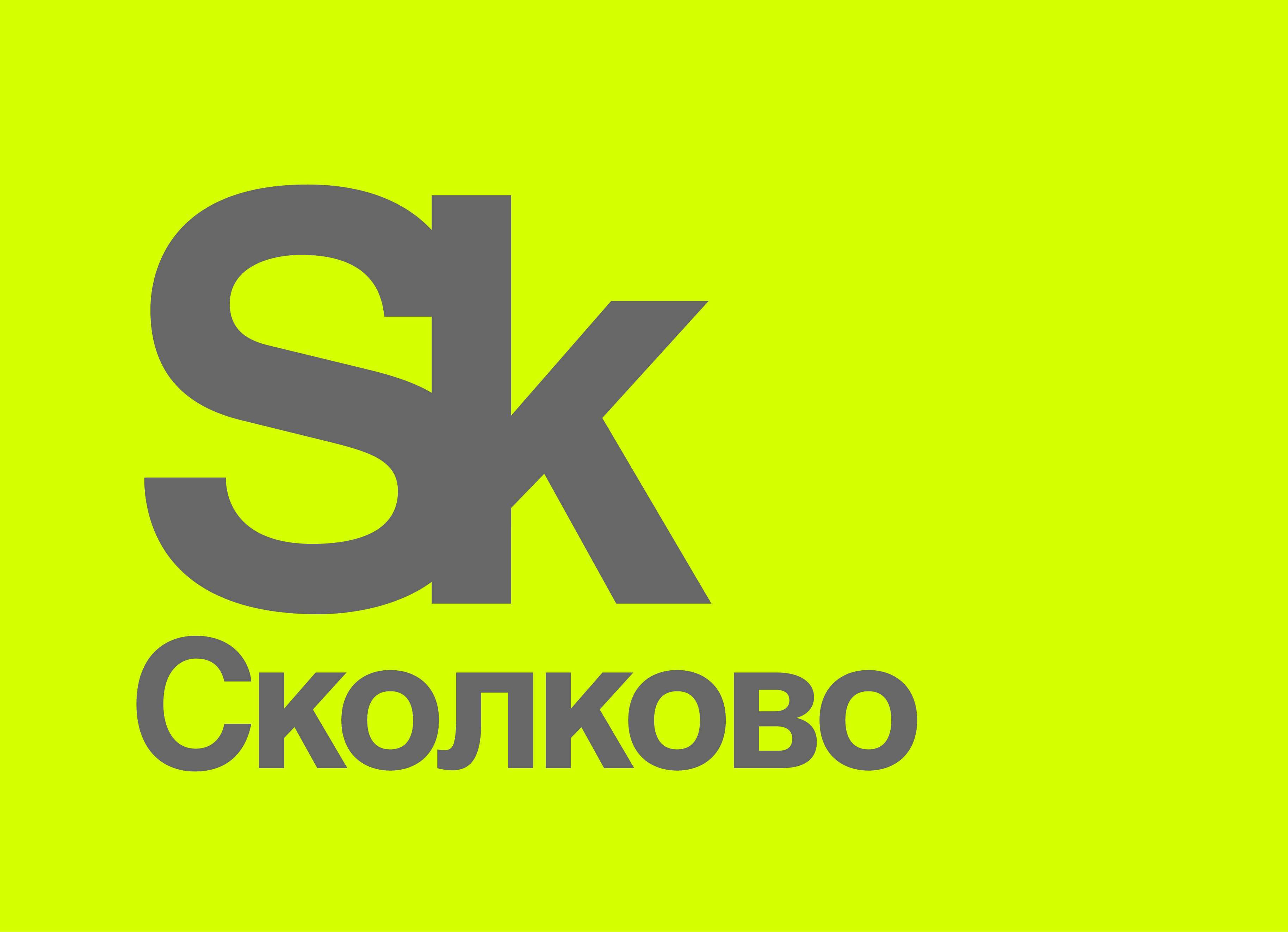
Skolkovo

Skolkovo är ett planerat bygge av ett innovationsprojekt i närheten av Moskva. Projektet kom till på dåvarande president Medvedevs initiativ i syfte att modernisera den ryska ekonomin och förhindra ungdomar att lämna landet för arbete i Väst. Komplexet är det första högteknologiska forskningsinstitutet som planeras uppföras i Ryssland efter Sovjetunionens fall.
Den 29 april 2010 informerade president Medvedev allmänheten om sitt direktiv till regeringen om riktlinjerna för tillämpning av särskilda rättsliga, skattemässiga, administrativa och tullregleringar för denna region. Under samma tidsperiod tillkännagav ministern för ekonomisk utveckling, Nabiullina, att det fanns förslag på en särskild lag som behandlade denna rättsliga reglering. Denna lag skulle då inkludera följande punkter: 1. Skatte- och tullavdrag 2. Förenklade byggnadstillstånd 3. Förenklad teknisk reglering 4. Särskilda sanitära bestämmelser och föreskrifter om brandskydd 5. Minskade krav på myndighetssamverkan. 
Presidentens assistent Arkadij Dvorkovich uppgav att det fanns planer på befrielse från inkomstskatten under sammanlagt 10 år. Befrielsen skulle då även gälla mark- och förmögenhetsskatt.